# پورت جفرسون (نیویورک)
پورت جفرسون (به انگلیسی: Port Jefferson) یک روستا در ایالات متحده آمریکا است که در شهرستان سافک، نیویورک واقع شده‌است. پورت جفرسون ۷٫۹ کیلومتر مربع مساحت و ۷٬۷۵۰ نفر جمعیت دارد و ۳٫۶۶ متر بالاتر از سطح دریا واقع شده‌است.